# Folly Bah Thibault
Pour les articles homonymes, voir Folly.
Folly Bah Thibault est une journaliste d'origine guinéenne ayant commencé sa carrière aux États-Unis

## Carrière
Elle présente le journal sur le canal anglophone de France 24 et le magazine The Week in Africa consacré à l'actualité hebdomadaire du continent africain.

## Famille
Folly s'est mariée avec un franco-sénégalais Bruno Thibault en 2004
Folly est très discrète sur sa vie de famille.
À ce jour aucun livre autobiographique n'est sorti.